# Гигантски непентес
Гигантският непентес (Nepenthes rajah) е вид покритосеменно месоядно растение от семейство Непентесови (Nepenthaceae).

## Разпространение и местообитание
Видът е ендемичен за планините Кинабалу и Тамбуюкон в Сабах, малайзийския Борнео. Среща се основно върху серпентинови субстрати, особено в райони на просмукване на подземни води, където почвата е рохкава и постоянно влажна. Видът вирее на надморска височина от 1500 до 2650 метра и затова се счита за високопланински или субалпийски.

## Описание
Гигантският непентес е най-вече известен с гигантските си капани във формата на урна, които могат да нараснат до 41 см на височина и 20 см на ширина. Те са способни да задържат до 3,5 литра вода и над 2,5 литра храносмилателна течност, което ги прави вероятно най-големите в рода по обем.

## Хранене
Растението се храни основно с насекоми и по-специално мравки. Може да улавя също малки гръбначни животни, като жаби, гущери и дори птици, както и малки дребни бозайници, като плъхове.